# Shalim Ortiz
Shalim Gerardo Ortiz Goico (San Juan; 26 de febrero de 1979) es un actor y cantante puertorriqueño que reside en Estados Unidos.

## Biografía
Shalim Gerardo es el hijo mayor de la cantante y actriz dominicana Charytín Goyco y el productor puertorriqueño Elín Ortiz. Por parte materna tiene ascendencia dominicana, española, francesa, rusa y serbia, siendo su apellido materno de origen ruso. Shalim es tataranieto de Emilio Morel Peguero.
Su nombre Sha-lim aparenta ser de origen hebreo pero es simplemente el resultado de la mezcla de los nombres de sus padres (Charytín y Elin).
En 2003, mantuvo un romance con la cantante colombiana Carla Vanessa ex componente del trío musical Miami Sound Machine. 
El 19 de julio de 2008, se casó con Leslie Machado en Santo Domingo, con quien tuvo a su primer hijo al que llamaron Liam Michel Ortiz y quien nació el 8 de septiembre de 2009 en Beverly Hills (California).

## Televisión
Shalim Ortiz comenzó su carrera en la comedia Los Angelitos de la televisión WAPA-TV con siete años.
Se trasladó a Miami (Florida) con su familia, donde intentó ser modelo.
Más tarde, trabajaría con Emilio Estefan (esposo de Gloria Estefan) y uno de los productores más renombrados.
Con Estefan se puso en contacto con Sony Records y la agencia William Morris.
En 2002 como promoción en España de su prime trabajo participó en "Verano Noche" un programa de Antena 3 resentado por Mar Saura y Bertín Osborne, durante el verano, programa el cual ganó con diferencia de los otros cantantes, era concurso donde nuevos cantantes podían darse a conocer.
Trabajó en la serie estadounidense de TV Héroes.
En 2011 ha lanzado un nuevo sencillo "Va a llover".

## Filmografía
| Año  | Título                      | Personaje                       |
| ---- | --------------------------- | ------------------------------- |
| 2001 | Lizzie McGuire              | Carlos                          |
| 2002 | Sclub 7 in Hollywood        | Miguel Delgado (Serie de TV)    |
| 2004 | Ángel rebelde               | Shalim                          |
| 2007 | Spin                        | Carlos                          |
| 2007 | Yuniol                      | Yuniol                          |
| 2007 | Cory en la Casa Blanca      | El cantante Nanoosh             |
| 2007 | Héroes                      | Alejandro Herrera (7 episodios) |
| 2007 | Cold Case                   | Gonzalo Luque(papel principal)  |
| 2008 | The Art of Travel           | Carlos "Bullet"                 |
| 2008 | The Winged Man              | Winged Man                      |
| 2009 | Touched                     | Jimmy                           |
| 2009 | Come hombres                | Pablo Hernández                 |
| 2009 | Caso frío                   | Gonzalo Luque                   |
| 2009 | Esperando un milagro        | Juan Salazar                    |
| 2009 | Gurdian                     | Criajo                          |
| 2011 | CSI: Miami                  | Mario Vega                      |
| 2011 | Morir en Martes             | Dr. Adrián Ortiz                |
| 2011 | Sangre de familia           | Alejandro (papel principal)     |
| 2012 | XY. La revista              | Pepe García Roble               |
| 2012 | Caja de Plata               | Tuco                            |
| 2012 | Bad Ass                     | ??                              |
| 2012 | Una Maid en Manhattan       | Frank Varela (Ingeniero)        |
| 2013 | Dama y Obrero               | José Manuel Correal             |
| 2016 | Señora Acero 3, La Coyote   | Arturo Sánchez                  |
| 2017 | La piloto                   | Agente Dean Simpson             |
| 2017 | Señora Acero 4, La Coyote   | Arturo Sánchez                  |
| 2018 | Descontrol                  | José Alfredo                    |
| 2018 | Tres Milagros               | Brayan                          |
| 2018 | Americano Curioso           | Raúl                            |
| 2018 | Rubirosa                    | Ramfis Trujillo                 |
| 2018 | Angeles Inc                 | Manolo                          |
| 2019 | Gran Hotel                  | Mateo                           |
| 2019 | La otra Penélope            | León                            |
| 2020 | Libro de poder II: Fantasma | Oficial Danilo Ramírez          |
| 2020 | Todos se levantan           | Joaquín Luna                    |
| 2021 | Las mujeres son perdedoras  | Carlos                          |
| 2022 | Flow Calle                  | Micky “El mago”                 |

## Discografía
- 2001: Shalim
- 2002: Shalim (edición especial)
- 2003: Cuarto sin puerta

## Sencillos
- Nadie como tú fue su sencillo
- Si estuvieras junto a mí (la balada pop que servirá como carta de presentación de su trabajo "Shalim")
- Gitana
- Corazón
- Come Down
- Mentira.
- Mata tu amor (titulada en inglés I can't let go)
- Se me olvidó tu nombre" el primer single de este trabajo, parte de la banda sonora Chasing Papi con Eduardo Verástegui.
- "agua" balada que fue incluida en discos de recopilatorio
- "cuarto sin puerta"
- "donde corre la sangre"
- "Va a llover" 2011
- "A tí" junto a José Guillermo Cortines

También ha colaborado con otros cantantes como Magic Juan en el tema "Rosario" o "no me pregunten por ella" junto a Magic Juan y Ka Ru en el 2007.